# East Stoke (Dorset)
Pour les articles homonymes, voir East Stoke.
East Stoke est une paroisse civile et un village du Dorset, en Angleterre.